# 华谊兄弟（长沙）电影小镇
华谊兄弟（长沙）电影小镇位于中国长沙湘江新区大王山旅游度假区内，是以电影为主题的文旅休闲度假区，为国家4A级旅游景区。
小镇总投资34亿元，规划建设用地约1000亩，以“意大利风情小镇”和“老长沙小镇”为主题。

## 意大利小镇
小镇围绕“电影”主题，构建了一系列电影相关的设施和活动，包括实景拍摄基地、电影场景体验、电影互动娱乐。

### 建筑
意大利小镇再现了山城阿西西和水城威尼斯这两座知名城市的风貌。小镇内部拥有35幢风格各异的建筑，纵横交错的16条街道（9纵7横），5个广场，1个沿水堤岸，以及22座造型独特的桥梁。

### 餐饮休闲
小镇引进了七十多家意大利的餐饮休闲公司，还引入了意大利的手工艺（如：皮鞋定制、服装定制、手工艺定制等）。

## 二期项目
二期包括老长沙和巴溪洲。老长沙小镇借鉴了长沙城市百年前的地方特色和建筑风格，重现了具有传统长沙风貌的建筑设计。在这一区域，通过融入电影元素，精选了民国时期具有标志性的长沙建筑群，全方位展现了那个时代文化底蕴深厚的城市景观，致力于复原文夕大火之前最真实的民国时期长沙面貌。